# Harald Grohs
Harald Grohs, född den 28 januari 1944 i Essen i Nordrhein-Westfalen i Tyskland, är en tysk racerförare.
Grohs tävlade främst med de tyska tillverkarna BMW och Porsche. Han vann bland annat en klasseger i Le Mans 24-timmars 1980 med en Porsche 935.